# Popis kreditnih unija u Hrvatskoj
Kreditne unije su specifične financijske institucije koje posluju po načelu uzajamnosti, a članovi im ujedno mogu biti i štediše i korisnici kredita. Za razliku od banaka, kreditne unije posluju isključivo s članovima i ne smiju obavljati sve vrste bankarskih poslova.
U Republici Hrvatskoj kreditne unije nadzire Hrvatska narodna banka (HNB), a njihovo poslovanje uređeno je Zakonom o kreditnim unijama.

## Kreditne unije
Na dan 3. svibnja 2025. u Hrvatskoj posluje 19 kreditnih unija 
| Kreditna unija                   | Sjedište      |
| -------------------------------- | ------------- |
| ABC - KREDITNA UNIJA             | Sisak         |
| Kredtina unija Apoen             | Valpovo       |
| Kreditna unija Dukat             | Rijeka        |
| Kreditna unija Euro              | Nova Gradiška |
| Kreditna unija Fedelta           | Split         |
| Kreditna unija Gama              | Zagreb        |
| Kreditna unija Jamstvo           | Županja       |
| Kreditna unija Libertina         | Čakovec       |
| Kreditna unija Marjan            | Split         |
| Kreditna unija Noa               | Osijek        |
| Kreditna unija Sjenica           | Čakovec       |
| Kreditna unija Zagreb            | Zagreb        |
| Štednokred, kreditna unija       | Zagreb        |
| VRBOVEČKA KREDITNA UNIJA VRBOVEC | Vrbovec       |
| Zagorska kreditna unija          | Zabok         |
| Zanatska kreditna unija Križevci | Križevci      |

Izvor: Hrvatska narodna banka - Popis kreditnih unija
Ažurirano: 3. svibnja 2025.